# 印度洋重力洞
印度洋重力洞（英语: Indian Ocean Geoid Low）是位于印度洋的一处重力异常区域，这里的重力弱于周围，形成了海平面上的一个凹陷，覆盖面积约300万平方公里（120万平方英里），几乎相当于印度的国土面积。作为地球大地水准面上的一个圆形区域，它位于印度半岛以南，是地球最大的重力异常区。1948年，荷兰地球物理学家费利克斯·安德里斯·维宁·迈内兹通过船舶重力测量首次发现这一现象，但其成因至今仍是个谜。2023年5月，科学家通过计算机模拟和地震数据提出假说，试图解释这一局部重力减弱现象。

## 位置、特征与成因
这一重力异常区的中心位于斯里兰卡和印度大陆最南端科摩林角的西南方向，非洲之角以东。由于局部重力较弱，若忽略潮汐和海流等次要因素，印度洋重力坑的海平面将比全球平均海平面（参考椭球体）低106米（348英尺）。
Ghosh教授假说

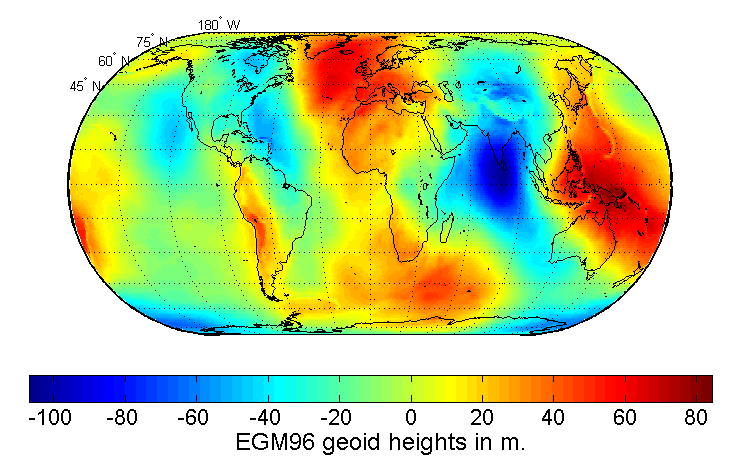
重力异常对局部海平面的影响

基于数百万年来的板块构造运动，科学家认为重力洞的形成与印度板块从非洲分离的过程有关（类似南美洲与非洲的分离）。当印度板块向中亚移动时，古老的特提斯洋海底碎片在板块间沉没，这些高密度物质的下沉被地球内部上涌的低密度地幔柱岩浆所抵消。这种密度差异导致IOGL区域的重力比正常值弱约50毫伽（0.005%），形成地球最大的重力异常区。据推测，该大地水准面低点约形成于2000万年前。不过佛罗里达大学的Alessandro Forte博士对此假说提出质疑，认为其无法解释非洲、欧亚大陆和太平洋周边类似的板块运动，尤其是留尼汪岛附近作为地球最大火山构造之一的地幔柱现象。

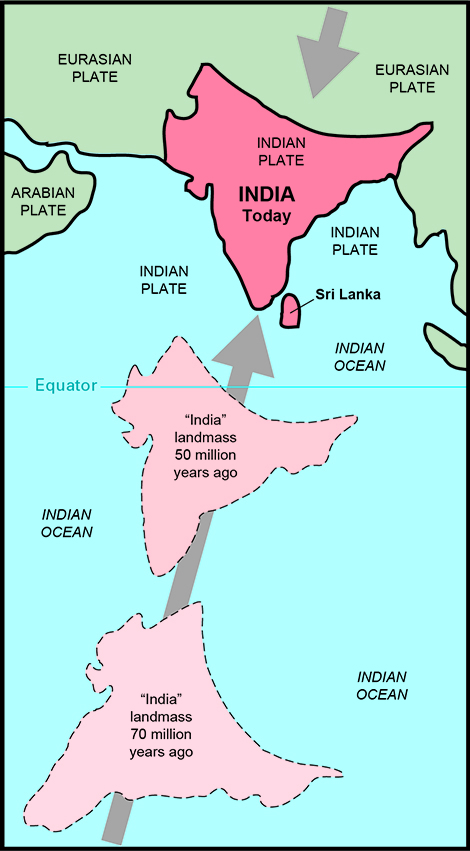
印度板块与中亚的碰撞示意图

## 延伸阅读
Ghosh, A., Thyagarajulu, G., Steinberger, B. (2017). "The importance of upper mantle heterogeneity in generating the Indian Ocean geoid low". Geophysical Research Letters, 44, doi:10.1002/2017GL075392.
Singh, S., Agrawal, S., Ghosh, A. (2017). "Understanding deep earth dynamics: A numerical modelling approach". Current Science (Invited Review), 112, 1463–1473.
Ghosh, A., Holt, W. E. (2012). "Plate Motions and Stresses from Global Dynamic Models". Science, 335, 839–843.
2°N 76°E / 2°N 76°E